# Бербері (озеро)
Бербері (англ. Lake Burberry) — штучне озеро в західній частині острова Тасманія (Австралія), трохи на схід від міста Квінстаун. Воно утворилося внаслідок спорудження греблі Кротті, що перегородила річку Кінг.
Площа озера — 49 квадратних кілометрів. Отож воно є шостим за площею серед природних і штучних водойм Тасманії, після озер Гордон (271 км²), Педдер (239 км²), Грейт-Лейк (170 км²), Артурс (64 км²) і Сорелл (52 км²).
Висота над рівнем моря — 225 м (за іншими даними — 235 м), найбільша глибина — близько 75 м, середня глибина — близько 30 м.

## Історія
Наприкінці 1980-х років на річці Кінг побудували греблю Кротті, яку ввели в дію 1991 року. Спочатку вона називалася Дамба Кінг-Рівер (King River Dam). Внаслідок цього на річці Кінг утворилося штучне озеро Бербері (Lake Burbury).
Озеро назване на честь Стенлі Бербері] (Stanley Burbury, 1909—1995) — австралійського юриста і політика, губернатора Тасманії в 1973—1982 роках (першого губернатора Тасманії, який народився в Австралії).

## Географія
В озеро Бербері впадає кілька річок — Елдон (Eldon River), Саут-Елдон (South Eldon River), Принсесс (Princess River), Гавернер (Governor River) та інші, а витікає (через греблю Кротті) лише одна річка — Кінг, що потім тече на захід і впадає в затоку Маккуорі, яка з'єднана з Індійським океаном.
Озеро Бербері витягнуте з півночі на південь. У середній його частині є звуження, над яким по мосту Бредшоу (англ. The Bradshaw Bridge) проходить автомобільна дорога  Лаєлл Хайвей англ. Lyell Highway, що з'єднує Квінстаун із Гобартом. Протяжність озера з півночі на південь — близько 23 км, а ширина, як правило, не перевищує 4 км.

## Риболовля
Озеро Бербері є одним з найпопулярніших місць для риболовлі в Тасманії. Вона дозволена там впродовж усього року. В озері водяться пструг струмковий і пструг райдужний, вага яких зазвичай перебуває в межах від 0.5 кг до 2 кг, хоча іноді трапляються й більші особини. Крім того, в озері водяться кілька видів галаксій — Galaxias brevipinnis і Galaxias truttaceus.